# La Paz (Uruguay)
La Paz is een stad in Uruguay, gelegen in het departement Canelones op de grens met het departement Montevideo. De stad telt 19.832 inwoners (2004) en werd gesticht in 1872 als vluchtoord voor de rijke bevolking van Montevideo. Later werd er ook een granietindustrie ontwikkeld, waardoor de stad zich snel kon ontwikkelen, vooral door de toestroom van Europese immigranten. Het hier gedolven graniet werd gebruikt voor de straten van Montevideo en Buenos Aires. Vandaag de dag is vooral de maak van koelkasten de belangrijkste industrie van de stad.